# Бейкер, Сэмюэл Уайт
Сэмюэл Уайт Бе́йкер (англ. Samuel White Baker; 8 июня 1821, Лондон — 30 декабря 1893, Девоншир) — английский исследователь бассейна Нила.

## Биография
В 1862 году поднялся вверх по реке Атбаре, прошёл через северную Эфиопию к Голубому Нилу, спустился вниз по реке до г. Хартума и поднялся затем по Белому Нилу до Гондокоро, где в 1863 встретился со Спиком и Дж. О. Грантом. В 1864 году открыл второй исток Белого Нила — озеро Альберт и исследовал его северное побережье. Открыл водопады Мерчисон на р. Виктория-Нил.
По возвращении в Англию в октябре 1865 года, Бейкера ожидали высокие почести: королева даровала ему титул баронета, а Лондонское и Парижское географические общества присудили ему свои медали.
В 1869 году, по предложению вице-короля Египта, возглавил военную экспедицию, снаряженную с целью покорения земель, лежащих по Белому Нилу и его притокам, и установления с ними торговых сношений.
По мнению некоторых географов, основная работа Бейкера: «Альберт-Ньянца, большой водоём Нила и исследования истоков Нила» (тома 1—2, 1867, русский перевод 1875).

## Избранная библиография
- «The rifle and the hount», «Eight years’ wanderings in Ceylon» (Лондон, 1855),
- «The Albert Nyanza, great basin of the Nile and explorations of the Nile sources» (Лондон, 1866, русские переводы Москва и Петербург, 1868 и М., 1875),
- «The Nile tributaries of Abyssinia» (Лондон, 1867, немецкий перевод Йена, 1878),
- «Ismailia» (Лондон, 1874, 2 т., русский перевод — Санкт-Петербург, 1876),
- «Cyprus as I saw it in 1879» (Лондон, 1879, нем. перевод Оберлендера, Лейпциг, 1880)[7].